# Lincoln County, Kentucky
Lincoln County är ett administrativt område i delstaten Kentucky, USA, med 24 742 invånare. Den administrativa huvudorten (county seat) är Stanford. 

## Geografi
Enligt United States Census Bureau så har countyt en total area på 871 km². 870 km² av den arean är land och 1 km² är vatten. 

### Angränsande countyn
- Boyle County - nordväst
- Garrard County - nordost
- Rockcastle County - öst
- Pulaski County - syd
- Casey County - väst